# Pedro Wirz
Pedro Wirz (* 1981 in Pindamonhangaba) ist ein brasilianisch-schweizerischer bildender Künstler. Er lebt und arbeitet in Zürich.

## Werk
Wirz studierte Bildende Kunst an der Fachhochschule Nordwestschweiz (FHNW) in Basel und der Kunstakademie Stuttgart.
Wirz’ Werke waren bereits in zahlreichen Solo-Ausstellungen zu sehen, so etwa im Künstlerhaus Stuttgart 2012, im Dortmunder Kunstverein 2013, in der Kunsthaus Langenthal 2019 sowie in der Kunsthalle Basel 2022.
Seine Arbeiten setzen sich mit den Themen der Ökologie und neuen, anthropogenen Formen auseinander, die aus dem Zusammenspiel von Konsumwelt und Natur entstehen.